# 니스포트탤벗

니스포트탤벗

니스포트탤벗(영어: Neath Port Talbot, 웨일스어: Castell-nedd Port Talbot 카스테흘네드포르트탈봇)은 웨일스 남부에 위치한 주급 자치시로 행정 중심지는 포트탤벗이며 면적은 442km2, 인구는 139,800명(2011년 기준), 인구 밀도는 311명/km2이다. 동쪽으로는 브리젠드 자치시와 론다커논타브, 북쪽으로는 포이스와 카마던셔, 서쪽으로는 스완지와 접한다.